# مصابيح السنة (كتاب)
مصابيح السنة هو موسوعة أحاديث حديث للعالم الفارسي الشافعي أبو محمد الحسين بن مسعود بن محمد البغوي، قبل عام 516 هـ. ألفها الإمام التبريزي بنسخة محسنة ومنقحة لعمل البغوي مشكاة المصابيح عام 741 هـ.

وقال التبريزي عن كتاب مصابيح السنة:
.
تنقسم الموسوعة الحديثية إلى عدد من الكتب والتي تنقسم بدورها إلى فصول مقسمة إلى قسمين منفصلين، أحدهما للأحاديث الصحيحة كما وصفه (من صحيحي البخاري ومسلم)، والآخر للحديث الحسن من كتب (من الترمذي وأبي داود وغيرهما. غير التبريزي ترتيب الأحاديث في مجموعته الخاصة.
حذف البغوي إسنادات هذه الأحاديث ولكنه احتفظ بأسماء الصحابة الذين نُسب إليهم الحديث.
هدف البغي ضمن أهدافه كما هو موضح في المقدمة إلى توعية المسلمين ببعض الأشياء التي لم يتكلم فيها القرآن.
تحتوي الموسوعة على إجمالي 4434 حديث
2434 في قسم لأحاديث الصحيحة
325 حديث من صحيح البخاري فقط
875 حديث من صحيح مسلم فقط
1234 من صحيح البخاري ومسلم معًا.
يذكر البغوي في القسم الثاني من الموسوعة أي من الأحاديث يصنف إلى غريب أو ضعيف.
أُجريت العدد من التعليقات والتنقيحات على تلك الموسوعة مثل تحفة الأبرار، والميسر، وشرح عبد القادر بن عبد الله السهروردي.